# Anisomysis (Anisomysis) chessi
Anisomysis (Anisomysis) chessi is een aasgarnalensoort uit de familie van de Mysidae. De wetenschappelijke naam van de soort is voor het eerst geldig gepubliceerd in 1983 door Murano.